# Кальтенхаузер, Михаэль
Михаэ́ль Па́трик Кальтенха́узер (нем. Michael Patrick Kaltenhauser; род. 27 мая 1990, Вассербург-ам-Инн, Розенхайм) — немецкий футболист, вратарь.

## Биография
Играть в футбол Михаэль Кальтенхаузер начал в клубе «Бабенсхам», позднее перейдя в клуб «Розенхайм 1860», из которого в 2008 году он попал в зальцбургский «Ред Булл». В «Ред Булле» он играл за молодёжную команду в Первой лиге Австрии.
В 2009 году Михаэль Кальтенхаузер перешёл в клуб «Грёдиг» из одноимённого города. В итоге сезона 2009/10 «Грёдиг» занял первое место в зоне «Запад» Региональной лиги Австрии и вышел в Первую лигу.
В июне 2010 года Михаэль Кальтенхаузер отправился на просмотр в рижский «Сконто», где хорошо проявил себя в товарищеском матче с дублёрами казанского «Рубина». Вскоре он подписал контракт со «Сконто», сроком на два с половиной года — до конца 2012 года.
В сезоне 2010 года Высшей лиги «Сконто» стал чемпионом Латвии, но Михаэль Кальтенхаузер так и не сыграл ни одной игры за клуб, оставшись третьем вратарём.
3 марта 2011 года Михаэль Кальтенхаузер был отдан в аренду силламяэскому «Калеву» до конца сезона. В «Калеве» он сразу же стал основным вратарём, пока 13 августа 2011 года, в матче с таллинской «Флорой», не получил травму. В связи с этим, 17 сентября 2011 года Михаэль Кальтенхаузер покинул расположение клуба и отправился домой в Мюнхен на лечение.
8 февраля 2012 года Михаэль Кальтенхаузер присоединился к тартускому клубу «Таммека», выступал в команде до мая того же года.
С 2012 года выступает в низших дивизионах Германии и Австрии.

## Достижения
- Чемпион зоны «Запад» Региональной лиги Австрии: 2010.
- Чемпион Латвии: 2010.